# Ruch Apostolstwa Młodzieży
Ruch Apostolstwa Młodzieży (RAM) – ruch w Kościele katolickim, którego celem jest działalność apostolska wśród młodzieży. Jest jedną z głównych wspólnot młodzieżowych w Polsce.
Ruch narodził się w archidiecezji krakowskiej z inicjatywy ks. kard. Karola Wojtyły. Kształtował się on w ramach Synodu Duszpasterskiego Archidiecezji Krakowskiej w latach 1972–79. W 1984 roku ruch dzięki staraniom ks. Franciszka Rząsy trafił do archidiecezji przemyskiej. Po utworzeniu w 1992 diecezji rzeszowskiej roku RAM borykając się z problemami rozpoczął w niej swoją działalność. Ruch działa także w diecezji bielsko-żywieckiej. W poszczególnych diecezjach RAM rozwijał się osobno, co doprowadziło do powstania różnic pomiędzy wspólnotami. W grudniu 2010 roku odbył się I Ogólnopolski Kongres Ruchu Apostolstwa Młodzieży.

## Grupy Apostolskie RAM
W archidiecezji krakowskiej RAM funkcjonuje pod nazwą Grup Apostolskich. Do 2001 r. opiekunem GA był ks. Antoni Sołtysik, następnie funkcję moderatora przejął ks. Paweł Kubani. Od stycznia 2019 roku moderatorem diecezjalnym jest ksiądz Marcin Rozmus. 1 stycznia 2007 roku został wydany dekret, na mocy którego Grupy Apostolskie otrzymały kanoniczną osobowość prawną pod nazwą „Grupy Apostolskie – Ruch Apostolstwa Młodzieży Archidiecezji Krakowskiej”. Od 31 lipca 2007 roku na mocy rozporządzenia Ministra Spraw Wewnętrznych i Administracji stowarzyszenie posiada także cywilną osobowość prawną. Patronką są św. Jadwiga Królowa oraz św. Jan Paweł II. Za hymn uważano pieśń „Złączmy serca, złączmy dłonie”, oficjalnie hymnem jest piosenka „My przez Pana powołani”. Co roku w okolicach wspomnienia św. Jadwigi (16 października) odbywa się pielgrzymka do relikwii św. Jadwigi i św. Jana Pawła II. Wtedy ma miejsce również obrzęd błogosławienia nowych Animatorów i Moderatorów świeckich.

## RAM Archidiecezji Przemyskiej
Do Przemyśla Ruch Apostolstwa Młodzieży trafił w 1984 roku dzięki staraniom ks. Franciszka Rząsy. Pełnił on funkcję Diecezjalnego Duszpasterza i Moderatora Ruchu. W tym czasie powstawało roczne Studium Animatora w Jarosławiu (Diecezjalny Dom Rekolekcyjny u Sióstr Niepokalanek), które nabrało zorganizowanej formuły w 1997 roku. Studium (początkowo zwane „kursem”) przygotowuje młodzież animowania pracy w grupach parafialnych oraz podczas rekolekcji wakacyjnych. Po przejęciu Domu Rekolekcyjnego przez Siostry Niepokalanki studium w latach 1994–1996 odbywało się w Ośrodku Kultury i Formacji Chrześcijańskiej im. Służebnicy Bożej Anny Jenke w Jarosławiu, a następnie zostało przeniesione do Przemyśla (Dom Rekolekcyjny przy kościele Świętej Trójcy). W 1994 roku moderatorem został ks. Jan Mazurek.
Od początku swej działalności Ruch podejmował szereg inicjatyw w Archidiecezji (pielgrzymki, konkursy, spotkania, zjazdy formacyjne, czuwania modlitewne...). RAM prowadzi pracę formacyjną w parafiach oraz tygodniowe rekolekcje formacyjne dla dzieci i młodzieży. Odbywały się one m.in. w Ustrzykach Górnych, Dąbrówce k. Ulanowa (obecnie diecezja sandomierska), w Ustrzykach Dolnych, Julinie, Myczkowie n. Soliną, Jarosławiu, Giedlarowej, Kolonii Polskiej i obecnie w Wybrzeżu k. Dubiecka. Staraniem Ruchu powstał Dom Rekolekcyjny im. Jana Pawła II w Ustrzykach Górnych, który, według statutu, jest przeznaczony głównie dla młodzieży z RAM-u. Staraniem Ruchu wykończono również dom parafialny w Myczkowie oraz dom Caritas w Kolonii Polskiej. Przez cały czas Ruch współpracuje ze Zgromadzeniem Sióstr Sług Jezusa – siostry Jadwiga Majewska, Ewa Potoczna i Jana Szpiech pełniły rolę moderatorek. W latach 1999–2003 moderatorką RAM-u była p. Teresa Lorenz. Od 4 grudnia 2003 roku ruch otrzymał rangę stowarzyszenia. Od 29 kwietnia 2005 roku posiada cywilną osobowość prawną. Moderatorem Stowarzyszenia został ks. Jan Mazurek, a zastępcą moderatora ks. Mariusz Ryba. Obecnie (2023) moderatorem jest ks. Krzysztof Żyła. Patronami są: bł. Piotr Jerzy Frassati oraz Sługa Boża Anna Jenke. Hymnem jest piosenka „My przez Pana powołani”.

## RAM Diecezji Rzeszowskiej
Ruch Apostolstwa Młodzieży Diecezji Rzeszowskiej rozpoczął swą działalność wraz z powstaniem tej Diecezji w 1992 r.  Do 1995 r. RAM-em zajmowali się ks. Krzysztof Gołąbek i ks. Paweł Tomoń. W 1996 roku odpowiedzialnym za RAM w diecezji rzeszowskiej został ks. Artur Progorowicz. Duży wkład w rozwój RAM-u miało kilku animatorów pozostałych na terenie diecezji (Tomasz, Januszewski, Joanna Januszewska, Jacek Januszewski, Anastazja Antosz, Grzegorz Iskra, Barbara Iskra, Barbara Całka, Marek Jaworski). To dzięki ich zaangażowaniu organizowane były kolejne turnusy wakacyjne.
Kolejnymi odpowiedzialnymi za Ruch Apostolstwa Młodzieży Diecezji rzeszowskiej byli:
- w latach 2003–2009 – ks. Paweł Kopeć
- w latach 2009–2015 – ks. Damian Bolka
- od 2015 – ks. Przemysław Jamro

Wakacyjne turnusy RAM-u Diecezji rzeszowskiej przybierają różne formy wypoczynku: obozy pod namiotami, obozy wędrowne i stacjonarne. W ciągu roku Wspólnota RAM-u gromadzi się na comiesięcznej formacji (obecnie w Domu Diecezjalnym „Tabor” w Rzeszowie przy ul. Połonińskiej 25). Patronem RAM Rzeszów jest: bł. Karol de Foucauld.

## Kongres Ruchu Apostolstwa Młodzieży
W grudniu 2010 roku został zorganizowany w Sanktuarium Bożego Miłosierdzia w Krakowie-Łagiewnikach Pierwszy Ogólnopolski Kongres Ruchu Apostolstwa Młodzieży. Na kongresie pojawili się przedstawiciele RAMu krakowskiego, przemyskiego i bielsko-żywieckiego, a także nieoficjalni przedstawiciele RAMu rzeszowskiego.

### Postanowienia[6]
Podczas kongresu ustalono, co następuje:
- wybrano moderatora generalnego ruchu, którym został ks. Paweł Kubani z Krakowa, oraz jego zastępcę, którym został ks. Jan Mazurek;
- powołano Ogólnopolską Radę RAM, w skład której wchodzi po 5 osób z każdej diecezji, w której działa RAM. Rada ma być zwoływana przez moderatora generalnego raz w roku;
- przyjęto ujednolicone logo na wzór używanego przez RAM przemyski i rzeszowski – emblemat w kształcie globu, a w jego środku krzyż, na którego ramionach znajdują się strzałki symbolizujące relację Boga i człowieka oraz otwartość człowieka do dawania świadectwa wiary;
- nakazano przyjęcie własnych patronów ruchowi w diecezji bielsko-żywieckiej i rzeszowskiej;
- ustalono, że RAM będzie miał wspólny hymn opracowany przez RAM krakowski;
- postanowiono, że animatorzy będą wyróżniać się krzyżem animatorskim i będzie to krzyż przemyski;
- RAM będzie miał wspólną domenę internetową;
- ujednolicenie błogosławieństwa animatorów – obrzęd ma opracować RAM krakowski;
- postanowiono podjąć działania jednoczące RAM.